# Юхимович Дмитро Олександрович
Дмитро Олександрович Юхимович (нар. 27 липня 1996, Старокостянтинів, Хмельницька область, Україна) — український футболіст, захисник клубу «Зніч» (Прушкув).

## Клубна кар'єра
Народився в місті Старокостянтинів, Хмельницька область. Футболом розпочав займатися 2010 року в клубі «КОЛІПС Штурм» (Костопіль), у 2012 році перейшов до молодіжної академії «Волині», але наступного року повернувся до «КОЛІПС Штурму».
Дорослу футбольну кар'єру розпочав 2013 року в команді рідного міста «Случ» (Старокостянтинів), який виступав у чемпіонаті Хмельницької області. У 2014 році підсилив «Поділля», у футболці якого дебютував в аматорському чемпіонату України. У команді провів два сезони, після чого перебрався до аматорського «Агробізнеса», з яким виступав у чемпіонаті Хмельницької області та аматорському чемпіонаті України. У професіональних турнірах з волочиський клуб дебютував 20 вересня 2017 року в програному (1:2) домашньому поєдинку третього кваліфікаційного раунду кубку України проти рівненського «Вереса». Дмитро вийшов на поле в стартовому складі, а на 111-й хвилині його замінив Олександр Юрчак. У Другій лізі України дебютував 26 серпня 2017 року в переможному (5:0) виїзному поєдинку 8-го туру проти житомирського «Полісся». Дмитро вийшов на поле на 61-й хвилині, замінивши Віталія Грушу. Дебютним голом у дорослому футболі відзначився 29 листопада 2020 року на 52-й хвилині переможного (3:1) виїзного поєдинку 16-го туру групи А Другої ліги проти житомирського «Полісся». Юхимович вийшов на поле в стартовому складі та відіграв увесь матч.
Після початку повномасштабного вторгнення рф розірвав контракт з «Агробізнесом» та приєднався до команди польської Другої ліги – «Зніча» з Прушкува.

## Кар'єра в збірній
У 2016 році виступав за збірну Хмельницької області у Кубку регіонів УАФ.

## Особисте життя
Батько, Олександр Петрович Юхимович, грав у футбол на аматорському рівні.

## Досягнення
«Агробізнес» (Волочиськ)
 Друга ліга чемпіонату України
- Чемпіон (1): 2017/18

«Зніч» Прушкув
- Друга ліга чемпіонату Польщі
  -  Срібний призер (1): 2022/23